# لغات الاتحاد الأوروبي

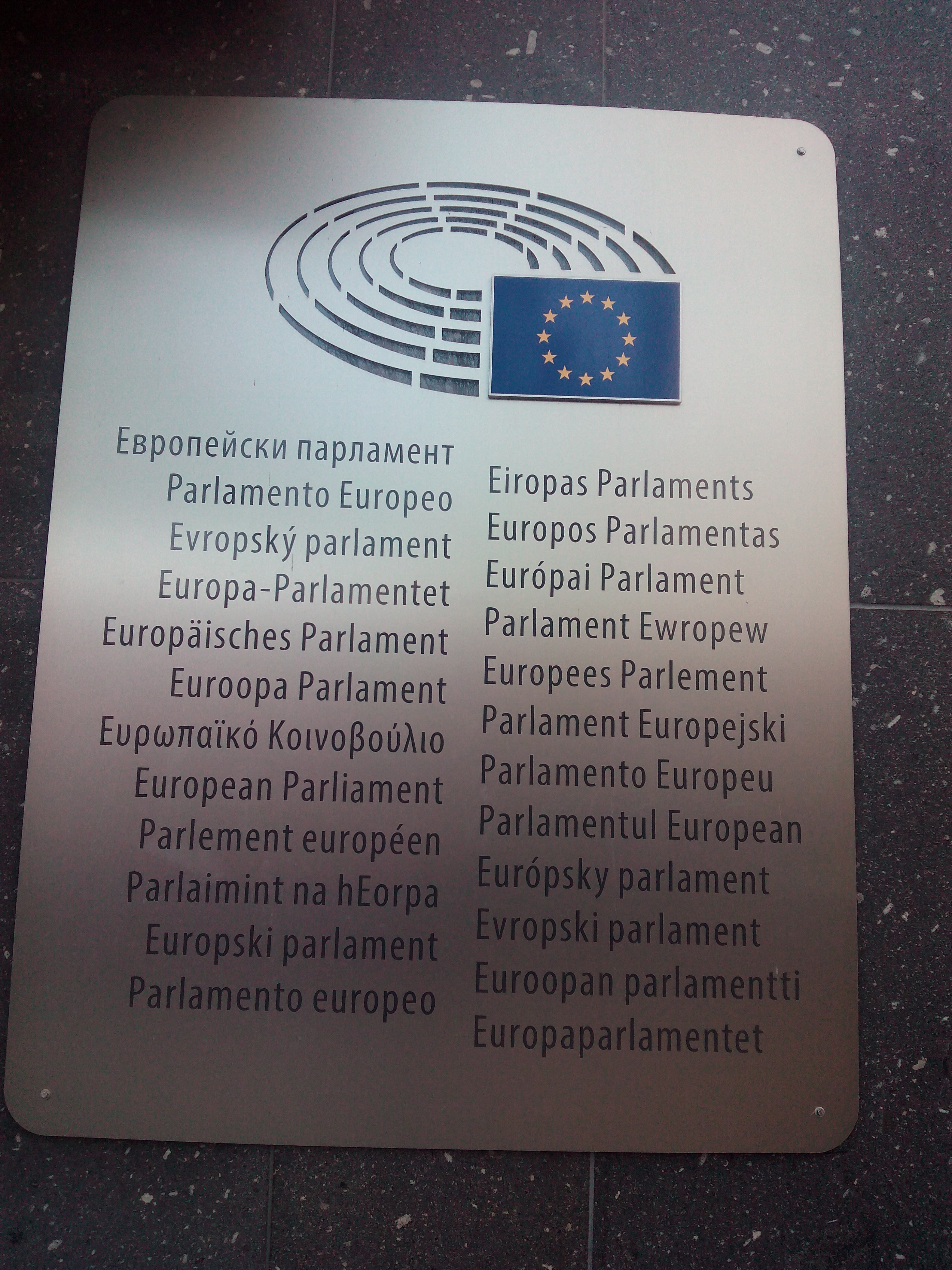
إشارة إلى البرلمان الأوروبي بجميع اللغات الرسمية للاتحاد الأوروبي

لغات الاتحاد الأوروبي هي اللغات التي يستخدمها الأشخاص داخل الدول الأعضاء في الاتحاد الأوروبي.
لدى الاتحاد الأوروبي 24 لغة رسمية، ثلاث منها (الإنجليزية والفرنسية والألمانية) تتمتع بوضع أعلى كونها «لغات إجرائية» للمفوضية الأوروبية (بينما يقبل البرلمان الأوروبي جميع اللغات الرسمية كلغات عمل. كانت إحدى اللغات (الأيرلندية) في السابق تتمتع بوضع أدنى «لغة المعاهدة» قبل ترقيتها إلى لغة رسمية ولغة عمل في عام 2007، على الرغم من أنه تم استبعادها مؤقتًا كلغة عمل حتى عام 2022 بسبب صعوبة العثور على مترجمين تحريريين وفوريين مؤهلين. اللغات الإجرائية الثلاث هي تلك المستخدمة في الأعمال اليومية لمؤسسات الاتحاد الأوروبي. إن تسمية اللغة الأيرلندية على أنها «لغة معاهدة» يعني أن معاهدات الاتحاد الأوروبي فقط هي التي تمت ترجمتها إلى اللغة الأيرلندية، في حين أن التشريعات القانونية للاتحاد الأوروبي ‏ المعتمدة بموجب المعاهدات (مثل التوجيهات واللوائح التنظيمية) لم تكن مطلوبة. اللوكسمبرجية (وهي لغة رسمية في لوكسمبورغ) والتركية (وهي لغة رسمية في قبرص) هما اللغتان الرسميتان الوحيدتان للدول الأعضاء في الاتحاد الأوروبي اللتان ليستا لغتين رسميتين في الاتحاد الأوروبي.
يؤكد الاتحاد الأوروبي أنه يؤيد التنوع اللغوي. هذا المبدأ مكرس في ميثاق الحقوق الأساسية للاتحاد الأوروبي (المادة 22) وفي معاهدة الاتحاد الأوروبي (المادة 3(3)).
في الاتحاد الأوروبي، تقع مسؤولية السياسة اللغوية على عاتق الدول الأعضاء وليس لدى الاتحاد الأوروبي سياسة لغوية مشتركة؛ تلعب مؤسسات الاتحاد الأوروبي دوراً داعماً في هذا المجال، على أساس مبدأ «تفريع السلطة»؛ تروج الدول الأعضاء للبعد الأوروبي في سياساتها اللغوية. كما يشجع الاتحاد الأوروبي جميع مواطنيه على أن يكونوا متعددي اللغات، تحدياً يشجعهم على أن يكونوا قادرين على التحدث بلغتين بالإضافة إلى لغتهم الأم. على الرغم من أن تأثير الاتحاد الأوروبي محدود للغاية في هذا المجال، حيث أن محتوى الأنظمة التعليمية هو مسؤولية فردية للدول الأعضاء، فإن عدداً من برامج تمويل الاتحاد الأوروبي تعزز بنشاط تعلم اللغة والتنوع اللغوي.
اللغة الأكثر انتشاراً في الاتحاد الأوروبي هي اللغة الإنجليزية، والتي يفهمها 44٪ من جميع البالغين، بينما الألمانية هي اللغة الأم الأكثر استخداماً، ويتحدث بها 18٪. جميع اللغات الرسمية للاتحاد الأوروبي البالغ عددها 24 مقبولة كلغات عمل، ولكن بشكل عام من الناحية العملية، تستخدم ثلاث لغات فقط هي الإنجليزية والفرنسية والألمانية على نطاق واسع. والأكثر شيوعاً من بينها هي الإنجليزية. اللغة الفرنسية هي لغة رسمية في جميع المدن الثلاث التي تعتبر مراكز سياسية للاتحاد: بروكسل (بلجيكا) وستراسبورغ (فرنسا) ولوكسمبورغ (مدينة) (لوكسمبورغ).